# 教科
教科（きょうか）とは、知識や技術、または、スキルや経験・リテラシーなどが組織的に編成されたもののことである。

## 概要
「教科」の起源は古代ギリシャの 「三学四科（術）」からなる「七自由科」とされ西欧の教科の原型になった。
もともと西欧では大学さらに大学へ入るための学校が設置され、学者が教える学問として、または、大学に入って学問を学ぶ素養を身につけるため「教科」の概念が発明された。しかし、近代になり世俗国家が学校（近代学校）を制度化すると、学校は学問的要請とは異なる社会的要請（特に国家的要請）という公教育独自の性格をもつようになり、国語、歴史、自然科学、家庭や職業に関わる技術や工学など実学的教科が加えられるようになった。また近代学校のカリキュラムの教科は、本来の学問の体系とは異なる学習者の経験（心身の発達）を含めたものに変化し、教科名に「初歩」や「活動」といった語句を含むものもみられるようになっている。

## 日本の教科

### 教科の構成
現在、教科は「国語」・「算数」・「数学」・「英語」・「社会」・「理科」などで構成されている。
（教科の一覧については、「教科の一覧」を参照すること。）
（各学校種別ごとに開設される教科の一覧は、各学校種（「小学校」・「中学校」・「高等学校」など）の記事を参照すること。）

### 歴史

#### 近代
教科については、明治時代から度重なる再定義が続いている。
明治維新による近代化政策（西洋化・欧化主義）の一環として、学制が施行され、1881年（明治14年）に小学校令を全部改正（第2次小学校令）、尋常小学校の教科として「修身・読書・作文・書写・算術・体操」が基本的なものとして定められた。その後、1891年（明治24年）に小学校令を再び全部改正（第3次小学校令）が定められ、教科の数は、増加の一途をたどっていった。
やがて、日本の学校教育は第二次世界大戦の戦時体制下に敷かれ、1941年（昭和16年）には、国民学校令が制定されて、それまでの小学校令にとって代わられたが、このときに数個の科目から教科を編成することにした。当時の編成は次の通りである。
- 国民科（修身・国語・国史・地理）
- 理数科（数学・算数・理科）
- 体錬科（体操・武道・水練）
- 芸能科（音楽・習字・図画・工作・裁縫・家事） - 裁縫は国民学校尋常科・高等科の女子、家事は国民学校高等科の女子のみ
- 実業科（農業・工業・商業・水産）- 国民学校高等科のみ
- 外国語・その他必要な科目

これが現代の「教科・科目制」の原型となっていった。

#### 現代
第二次世界大戦敗戦後には、GHQによる占領下に置かれた中での戦後改革の一環として、1947年（昭和22年）に旧教育基本法・学校教育法が施行され、1947年（昭和22年）に試案という形で各学校の学習指導要領が発表された。そこでは、教科は、「社会の要求」を考えた「教育の目標」に達するための「多面的な内容」をその「性質」によって分類した、「幾つかのまとまり」と定義していた。このときは、小学校では特に科目という概念は用いられなかった。対して、中学校では教育体系の一部が完全に整備されなかったので、すべてを教科ではなく「科目」とした。また、高等学校の社会・数学・理科・実業（農業・工業・商業・水産・家庭で構成）では、数個の科目で教科を構成する形が用いられた。
1951年（昭和26年）には、学習指導要領が改訂され、教科は、「個人生活、家庭生活および社会生活・経済生活および職業生活など」の側面を持つ「一般目標」の到達を分担するものであって、「各方面にわたる学習経験」を組織し、「計画的、組織的」に学習せしめるための「組織」であると再定義した。このとき、小学校では、改正前と同様に科目は設けられなかった。中学校では、科目を整理して、すべて教科となった。高等学校では、いずれかの教科にすべての科目が属するという形になった。
これは1958年（昭和33年）から1960年（昭和35年）に告示された学習指導要領でも変わらなかったが、1968年（昭和43年）から1970年（昭和45年）に告示された学習指導要領では、中学校で一部の教科の中で「分野」を設け、後期中等教育（高等学校・中等教育学校の後期課程、などにおける教育）の科目のように作用している。
1989年（平成元年）の「小学校学習指導要領」の改正で、教科「生活」が新設された。1998年（平成10年）から1999年（平成11年）に告示された学習指導要領においては、「総合的な学習の時間」が設けられ、教科「生活」は、「総合的な学習の時間」と同等なものと位置づけられ、教科ごとに教科そのものの性質が多様化しつつある。

## ヨーロッパの教科

### ドイツの教科
ドイツの基礎学校（Grundschule、4年制または6年制の初等教育の学校）では、教科として
- 「ドイツ語」
- 「算数」
- 「事実教授（理科・社会・地理（郷土）・交通教育等の統合教科）」
- 「美術」
- 「音楽」
- 「体育」
- 「宗教（倫理）」

が設定されている。3年生からは「第一外国語」（英語またはフランス語から選択）も教科に加わる。

### フランスの教科
フランスでは基礎学習期（保育学校年長・小学2年）の教科として
- 「言語の修得」
- 「共に生きる」
- 「数学」
- 「世界の発見」
- 「外国語または地域語」
- 「芸術教育」
- 「体育・スポーツ」

が設定されている。
また、深化学習期（小学3年 - 小学5年）の教科として
- 「言語の修得」
- 「公民教育」
- 「文学・人文教育（文学・文法・外国語または地域語・歴史・地理・集団生活（討議）に細分）」
- 「科学教育（数学・実験科学・テクノロジーに細分）」
- 「芸術教育（音楽教育、視覚芸術に細分）」
- 「体育・スポーツ」

が設定されている。